# Alašská autonomie
Alašská autonomie (kazašsky Алаш аутономиясы, [Alaš autonomijasy]; rusky Алашская автономия [Alašskaja avtonomija]) byl suverénní Kazašský stát, který existoval mezi 13. prosincem 1917 a rokem 1918 na území přibližně odpovídající současnému Kazachstánu. Hlavním městem bylo Semej, tehdy známé jako Alaš-kala. Alašská autonomie bojovala na straně Bílého hnutí proti bolševikům.

## Historie
V 16. století vznikl územně velmi rozlehlý Kazašský chanát. Tehdy také došlo k ustavení kazašské národní identity a kazaštiny. V 17. století však vedla klanová rivalita k rozdělení chanátu na tři žuzy neboli hordy – Velkou, Střední a Malou. Chanát posléze oslabovaly i nájezdy Ojratů, federace čtyř mongolských kmenů, které sice kazašský chán Ablaj roku 1729 v bitvě u Anrakaje porazil a chanát opět sjednotil, ale země byla těmito boji značně vysílena. Toho využili nejprve povolžští Kalmykové a poté i Uzbeci z Bucharského emirátu. Nakonec však oblast ovládlo carské Rusko.

### Nadvláda carského Ruska

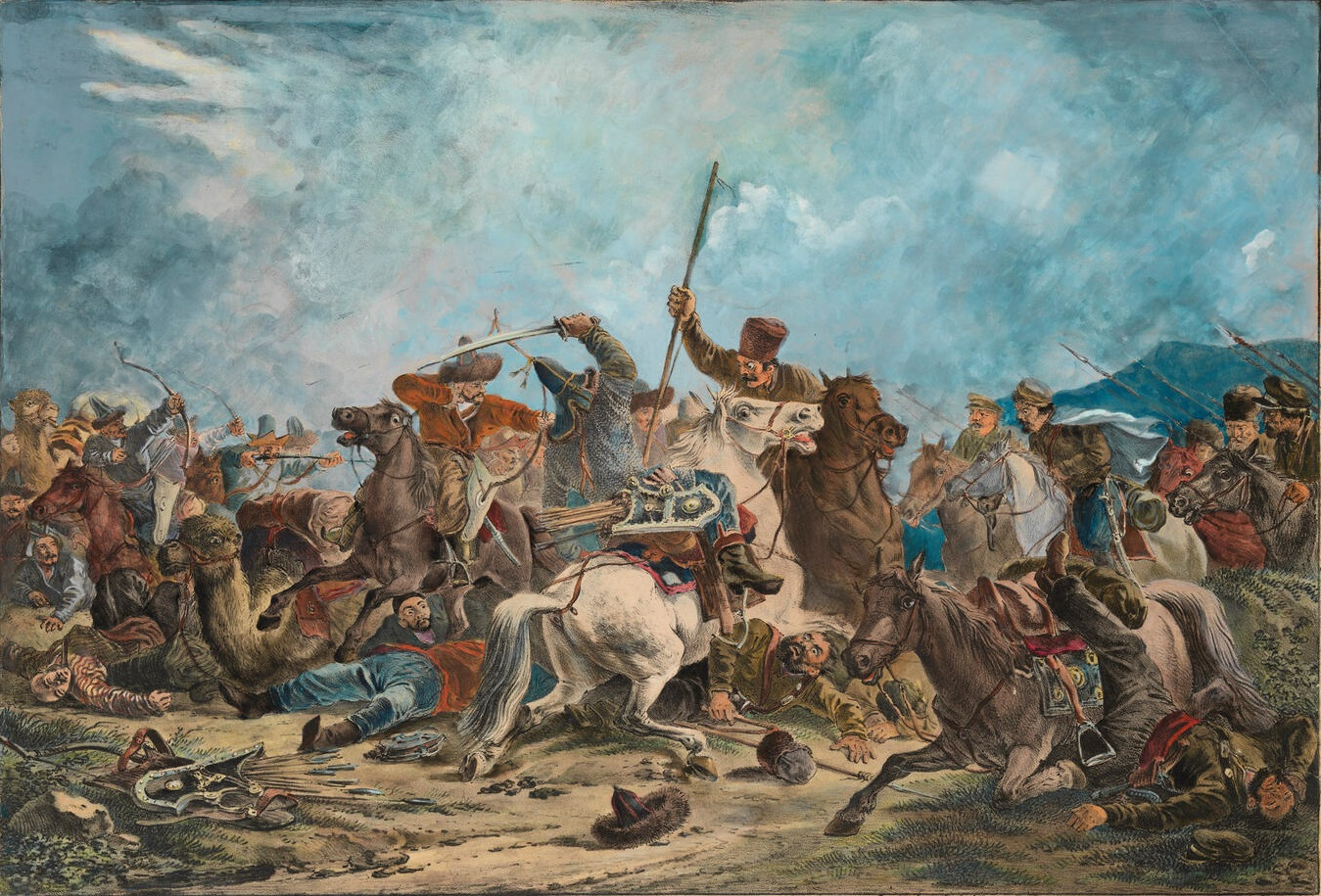
Boj mezi uralskými kozáky a Kazachy

Během 18. století vybudovalo carské Rusko na své jižní hranici soustavu pevností na obranu území před nájezdy kazašských a džungarských nomádů. Na obraně hranice se podíleli také kozáci. Během Pugačovova povstání využili Kazaši chaosu a podnikali nájezdy na osady Rusů a povolžských Němců. Ablaj-chán, který byl nejmocnějším vládcem tzv. Střední hordy, udržoval s Ruskem spojenectví.
Carské Rusko začalo střední Asii obsazovat v průběhu 19. století v rámci koloniálního soupeření s Britským impériem (tzv. Velká hra). Území dnešního Kazachstánu Rusové postupně ovládli mezi roky 1813–1907. Formálně bylo k Rusku připojeno v roce 1846. Zavedení ruštiny na úřadech a ve školách vyvolávalo od 60. let 19. století značný odpor obyvatelstva. Ke konci 19. století lze hovořit o vzniku kazašského národního obrození, jehož hlavním cílem bylo zachránit kazaštinu. Ještě větší napětí však vyvolaly davy osadníků z evropské části ruské říše, které začaly do země proudit v 90. letech 19. století. Ruští a ukrajinští rolníci se usazovali převážně na severu země. Další velkou migrační vlnu spustilo dokončení železnice mezi Orenburgem a Taškentem v roce 1906. Počet kolonizátorů krátce poté převýšil počet původních obyvatel. Ruská vláda migraci podporovala. V roce 1905 byl místodržitelem a správcem Kazachstánu (v té době známého jako Ruský Turkestán) jmenován Vasilij Balabanov, který v této funkci setrval až do roku 1920, kdy uprchl před vojsky Rudé armády do Číny, kde byl považován za právoplatného guvernéra Kazachstánu. Balabanov byl vládním garantem a administrátorem procesu migrace.
V roce 1916 to nakonec vyvolalo ozbrojený odpor Kazachů, kteří začali napadat vesnice kolonistů, carské vojáky a kozáky (tzv. Basmačské povstání či hnutí basmačů). Povstání pak bylo vpleteno do Ruské občanské války a basmači se postavili na stranu Bílých proti bolševické Rudé armádě. Povstání bylo nakonec rozdrceno a Kazachstán se stal součástí nově vznikající sovětské říše. Basmači operovali v afghánských horách až do 30. let 20. století.

### Období vlády Alaš orda
Po pádu carské vlády vznikl na území Kazachstánu 13. prosince 1917 nakrátko státní útvar zvaný Alašská autonomie, který v podstatě kontrolovala protikomunistická Bílá armáda. Hlavním městem státu se stal Semej na severovýchodě Kazachstánu. Alašští vůdci sestavili provizorní vládu neboli Alaš Orda (kazašsky Алаш Орда neboli Kazašská horda), jež byla propojena s Bílou armádou. Měla 25 členů, z čehož bylo 10 míst vyčleněno pro Nekazachy. Předsedou vlády se stal politik, publicista, učitel, spisovatel a etnograf Alichan Bukejchanov, který byl v přímé linii Čingischánovým potomkem. Vláda vytvořila zvláštní vzdělávací komisi a rovněž oddíly zeměbrany coby své ozbrojené síly. Vydala také řadu zákonodárných výnosů. V prvním z nich z 11.–24. června 1918 stojí: „Bylo dohodnuto zrušit platnost veškerých dekretů vydaných na území Alašské autonomie sovětskou mocí. V roce 1919, když vojska bělogvardějců ustupovala, začala Alaš Orda vyjednávat s bolševiky.

### Sovětská nadvláda
Kazašské území se v letech 1919–1920 dostalo pod kontrolu bolševiků. Rudá armáda porazila Bílou armádu a Kazachstán obsadila. 26. srpna 1920 zřídila sovětská vláda Kyrgyzskou autonomní sovětskou socialistickou republiku (Rusové totiž tehdy Kazachy nazývali obecně "Kyrgyzy") s hlavním městem Orenburgem, kde žili především etničtí Rusové. Tato republika byla součástí Ruské sovětské federativní socialistické republiky (RSFSR). V červnu 1925 byla republika přejmenována na Kazašskou autonomní sovětskou socialistickou republiku a její správní centrum bylo přemístěno do města Kyzylorda. V dubnu 1927 se pak hlavním městem stala Alma-Ata (dnešní Almaty). V prosinci 1936 byla tato autonomní republika povýšena na právoplatnou svazovou republiku čili na Kazašskou sovětskou socialistickou republiku. Po obsazení Kazachstánu bolševiky odešlo přes 300 000 Kazachů přes hory do sousední Číny.
V návaznosti na rozpad Sovětského svazu vyhlásil Kazachstán 16. prosince 1991 nezávislost. V roce 1997 se hlavním městem stala Astana.